# Square Héloïse-et-Abélard
Le square Héloïse-et-Abélard est un square du 13e arrondissement de Paris, dans le quartier de la Gare. 

## Situation et accès

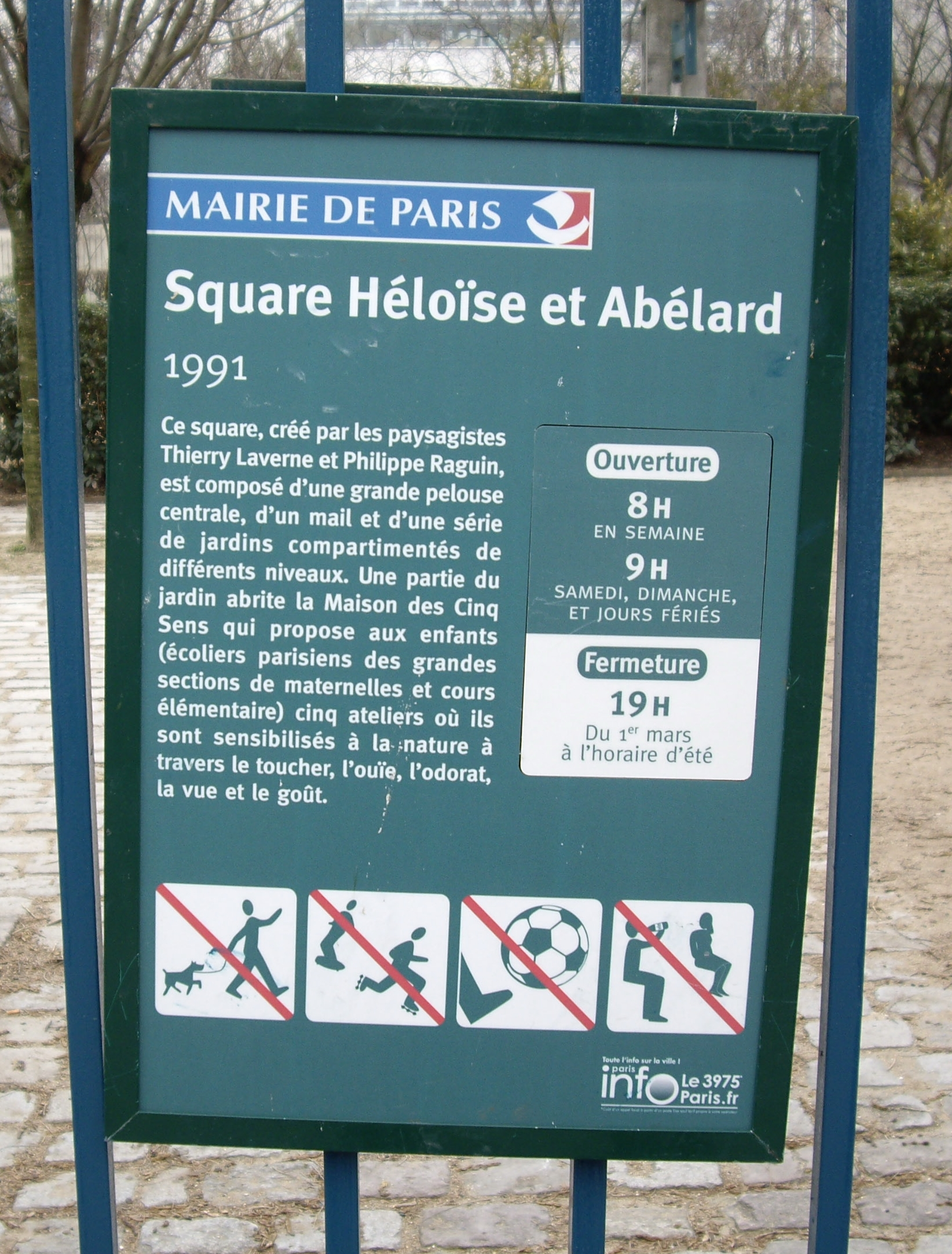
Panneau d'information sur le square.

Le square est bordé par les rues Dunois et Duchefdelaville et par les rues piétonnes Pierre-Gourdault et de Vimoutiers.
Il est accessible par la ligne 6 à la station Chevaleret, par la ligne 14 à la station Bibliothèque François-Mitterrand et par la ligne C du RER à la gare de la Bibliothèque François-Mitterrand.

## Description
Au milieu du square se trouve la Maison de cinq sens, ancienne maison de campagne où sont désormais organisés des ateliers pour les écoliers. Le pignon aveugle de la Maison de cinq sens est agrémenté d'une installation de l'artiste Jean-Max Albert, Une horloge végétale. Le cartel d'une horloge est figuré par un cercle en réserve dans un treillage métallique. Trois qualités de plantes, un Polygonum, un chèvrefeuille et une glycine, ne suivent pas exactement le tracé du cadran mais donnent l'heure végétale en se déplaçant à leur vitesse de croissance respectives.
Le square est doté d'un pavillon de compostage de quartier, issu de la démocratie participative,, inauguré en juin 2015, pour accueillir les apports de restes végétaux compostables de 200 foyers volontaires riverains.

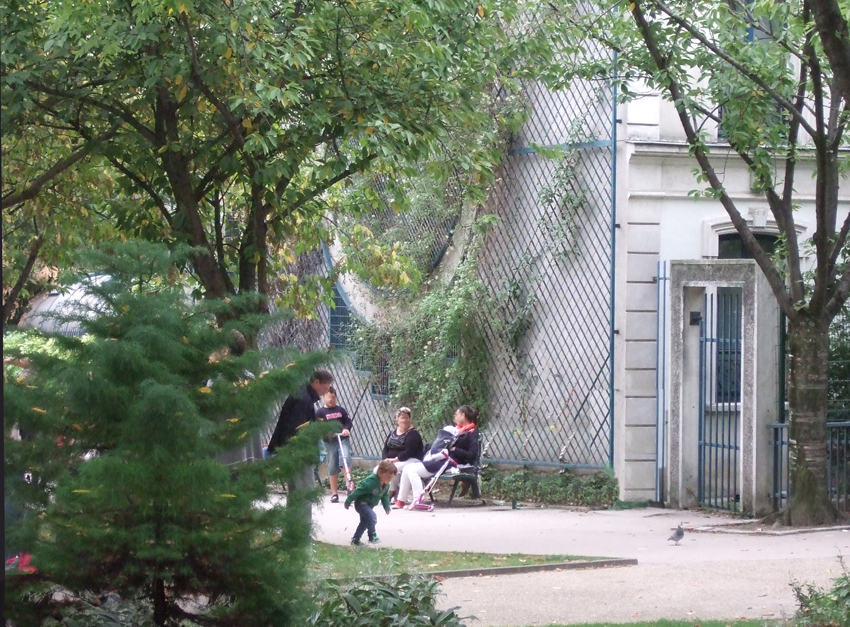
Une horloge végétale, Jean-Max Albert en 2015.
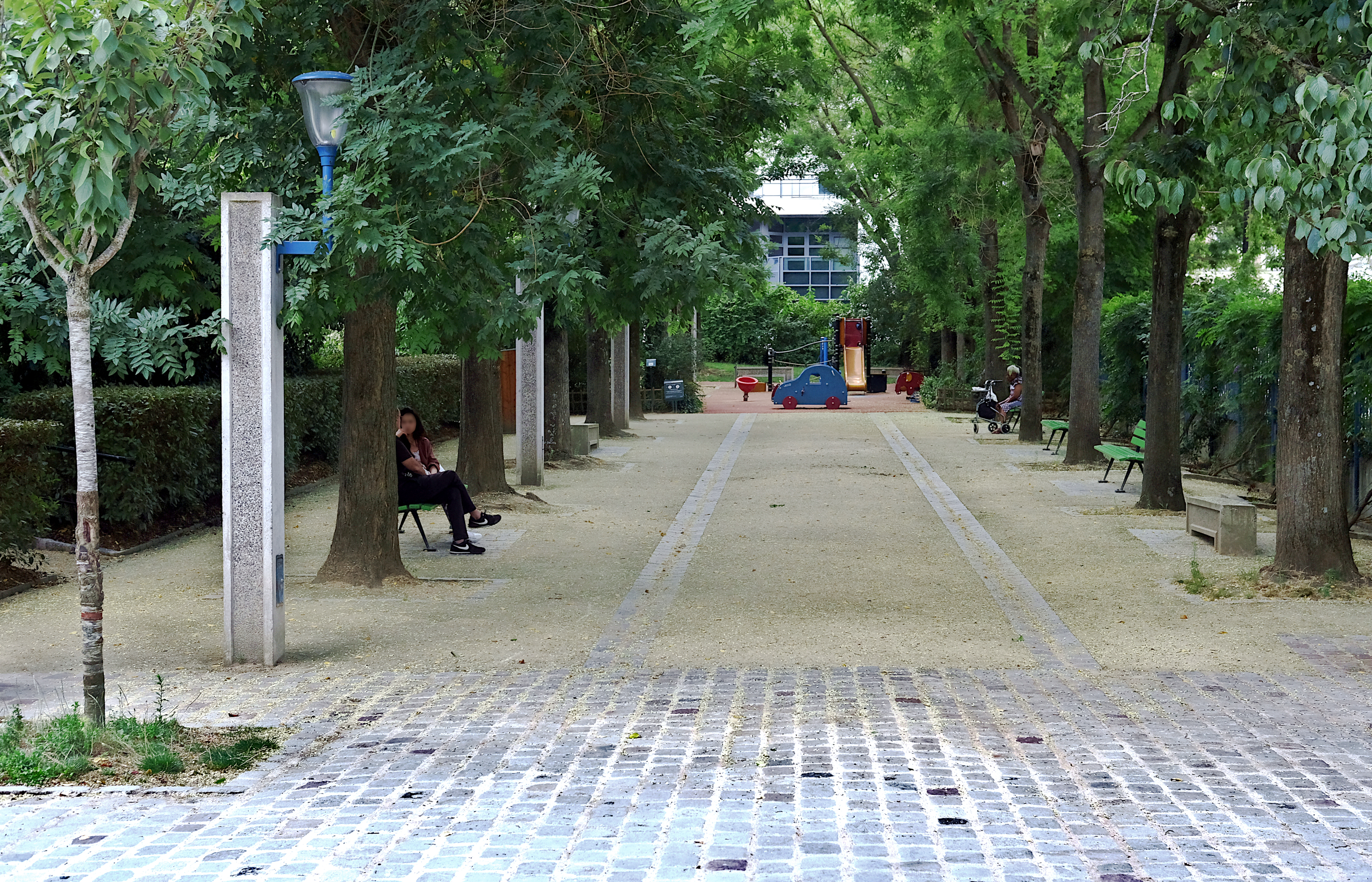
Une vue du square.

## Origine du nom
Il porte les noms des célèbres amants Héloïse et Abélard, dont le couple symbolise la passion amoureuse victorieuse des contraintes religieuses et humaines.

## Historique
Le square a été ouvert en 1991.